# Susanna Horenbout
Susanna Horenbout, o Hornebolt (Fiandre, circa 1503 – Inghilterra, circa 1554), è stata una miniatrice fiamminga naturalizzata inglese. È nota per essere la prima artista donna di cui si ha notizia in Inghilterra, e la prima assunta dalla dinastia Tudor.  Assieme a Lucas Horenbout e Levina Teerlinc è considerata l'iniziatrice della tradizione dei ritratti miniati in Inghilterra.

## Biografia
Susanna Horenbout è nata probabilmente nel 1503. Suo padre era Gerard Horenbout, un pittore e miniatore che lavorò per la corte di Margherita d'Asburgo, mentre sua madre si chiamava Margaret Svanders. Il fratello Lucas fu anch'egli un artista di una certa rilevanza.
Susanna, come il fratello, venne probabilmente formata dal padre nella sua bottega, e dimostrò di avere delle notevoli capacità. Nel 1520 Albrecht Dürer fece visita a Gerard Horenbout e comprò una miniatura di Susanna raffigurante il Salvatore pagandola un fiorino, ed elogiò le qualità dell'artista. Anche Guicciardini nella sua Descrittione elogiò le qualità di Susanna, e viene anche citata dal Vasari nelle sue Vite dei pittori.
Non è chiaro come Susanna sia stata scelta dalla corte inglese, ma è probabile che sia stato il cardinale Wolsey, che aveva un forte interesse per l'arte, a fare da tramite in un momento in cui Enrico VIII era intenzionato a finanziare l'arte della miniatura per «rappresentare l'approvazione dei Tudor da parte di Dio come famiglia sovrana dell'Inghilterra». Nel 1521 il cardinale fece visita alla regina Margherita, ed è probabile che in quell'occasione sia entrato in contatto con l'arte della famiglia Horenbout.
Susanna arrivò in Inghilterra probabilmente già nella primavera del 1522, e venne subito assunta come gendildonna di corte per la regina Jane Seymour.
Intorno al 1525 si sposò con John Parker, un custode del Palazzo di Westminster, yeoman prima delle King's Crossbows e poi delle King's Robes. Aveva due case, una a Kings Langley nell'Hertfordshire e l'altra a Fulham (Londra). La coppia ricevette regali per il nuovo anno da parte di Enrico VIII in un paio di occasioni. Nel 1534 vennero forse ritratti da Hans Holbein il Giovane in due miniature oggi conservate al Kunsthistorisches Museum di Vienna.
La coppia non ebbe figli e Parker morì nel 1537 lasciando il grosso della sua eredità al fratello di Susanna, la quale, con la morte della regina Jane Seymour lo stesso anno, perse i suoi mezzi di sostegno finanziario, e nel 1538 si ritrovò in «serie difficoltà economiche».
Il 22 settembre 1539 sposò John Gilman (o Gylmyn), un freeman di una compagnia vinicola, vedovo e con una figlia, che stava per diventare sergente della riserva del re. La coppia ebbe due figli; Erico VIII fu padrino del maschio, Henry.
Due settimane dopo il matrimonio, accompagnò in Inghilterra la futura regina Anna di Clèves, per quale divenne gentildonna di corte (1539–40) e fu responsabile di quattro servitori. Venne descritta dalla regine come «la prima delle sue gentildonne», anche se non rimase per molto al suo servizio. In seguito servì anche sotto Caterina Parr (dal 1543 al 1547).
Susanna Hornebolt morì probabilmente nel 1544, sicuramente prima del 7 luglio, giorno in cui John Gilman si sposò per la terza volta.

## Artista in Inghilterra
Si sa poco dell'attività artistica di Susanna Horenbout in Inghilterra, e non esistono attribuzioni certe delle sue opere. Secondo James Lees-Milne, che ha lavorato decenni per il National Trust, Susanna Horenbout fu una «perspicace miniatrice». J.D. Mackie, autore di The Earlier Tudors, 1485-1558, ipotizza che ritratti e miniature del re fossero probabilmente realizzati dagli Horenbout, mentre secondo Kathy Lee Emerson, autrice di of Wives and Daughters: The Women of Sixteenth Century England, la sua reputazione di artista era confinata al continente europeo. La Society of Antiquaries ha scritto che «si è affermato che Susanna Hornbaud abbia praticato la pittura in miniatura in Inghilterra con il più grane successo, essendo protetta da Enrico VIII e da tutta la corte». Secondo Lorne Campbell e Susan Foister era «un'eccellente pittrice ed miniatrice che trovò il più alto favore alla corte di Enrico VIII»

## Nella letteratura
Susanna Horenbout e John Parker sono i protagonisti dei romanzi storici di Michelle Diener, pubblicati a partire dal 2011. Susanna è dipinta inizialmente come «una parte di pittrice di talento e due parti di damigella in angoscia», per poi diventare «un'eroina più attiva».

### Esplicative
1. ↑  Anche Susannah Hornebaud, Horenbout, Hoorenbault, e Horebout, vedi Emerson (2008), p. 113 . Hornebolt è la versione anglicizzata del suo cognome dopo la denizzazione nel 1534, vedi Mackie, 599.

### Bibliografiche
1. 1 2 3 4 5  Frye (2011), pp. 78-79.
2. 1 2  Levin, Bertoler e Eldridge (2017), pp. 3-4.
3. ↑  Kren e McKendrick (2003), p. 412, 434.
4. ↑   AA.VV., Dictionary of National Biography, vol. 27, 1885-1901,  pp. 365-366.
5. ↑  James Thorne. Handbook to the Environs of London: Alphabetically Arranged, Containing an Account of Every Town and Village, and of All Places of Interest, Within a Circle of Twenty Miles Round London. John Murray; 1876. p. 220.
6. ↑  Kren (2003), pp. 427, 431.
7. 1 2 3 4 5  James (2016), p. 245.
8. ↑  James (2016), pp. 243-244.
9. ↑  Kren (2003), p. 427.
10. ↑  Kren (2003), p. 431.
11. ↑  Campbell e Foister (1986), p. 725.
12. ↑   Horenbout, Susanna, su getty.edu, ULAN. URL consultato il 2 agosto 2017.
«Master Gerard, the illuminator, has a daughter of 18 named Susanna who has illuminated a small sheet, a Salvator, for which I gave her 1 guilder. It is a great marvel that a woman should do so much.»
13. ↑  Guicciardini, p. 99: 
«Sufanna forella di Luca Hutembout prenominto: la quale fu eccellente nella pittura, massime nel fare opere minutissime oltre a ogni credere, & eccellentissima nell'alluminare, in tanto che il gran' Re Henrico ottauo congran'doni & gran'prouuisione, la tirò in Inghilterra, doue visse molti anni in gran'fauore, & gratia di tutta la Corte, & iui finalmente si mori ricca, & honorata.»
14. ↑   Giorgio Vasari, Le vite de' più eccellenti pittori, scultori e architettori (1568), su it.wikisource.org, 1568. URL consultato il 2 agosto 2017.
«Susanna sorella del detto Luca, che fu chiamata perciò ai servigii d’Enrico Ottavo re d’Inghilterra e vi stette onoratamente tutto il tempo di sua vita»
15. ↑  James (2016), pp. 244-254.
16. 1 2 3 4  Campbell e Foister (1986), p. 425.
17. ↑  The Mentor. Mentor Association, Incorporated; 1921. p. 37.
18. ↑  Ein Hofbediensteter König Heinrichs VIII e Die Frau eines Hofbediensteten König Heinrichs VIII.
19. 1 2 3 4  Emerson (2008), p. 113.
20. 1 2 3 4 5 6  Campbell e Foister, p. 726.
21. ↑  Retha M. Warnicke. The Marrying of Anne of Cleves: Royal Protocol in Early Modern England. Cambridge University Press; 13 April 2000. ISBN 978-0-521-77037-8. p. 111, 116, 124.
22. ↑  Lees-Milne (1951), p. 67.
23. ↑  J. D. Mackie, The Earlier Tudors, 1485-1558. Archiviato il 10 giugno 2008 in Internet Archive. Oxford: Clarendon Press, 1952. p. 599.
24. ↑  Society of Antiquaries of London. Archaeologia, or, Miscellaneous tracts relating to antiquity. The Society; 1863. p. 29.
25. ↑   In a Treacherous Court, in Publishers Weekly, 27 giugno 2011. URL consultato il 2 dicembre 2013.
26. ↑   Keeper of the King’s Secrets, in Publishers Weekly, 6 febbraio 2012. URL consultato il 2 dicembre 2013.